# Ministerio de Relaciones Exteriores (República Popular China)
El Ministerio de Relaciones Exteriores de la República Popular China,  (en chino, 中华人民共和国外交部; pinyin, Zhōnghuá Rénmín Gònghéguó Wàijiāobù) es el Ministerio de Asuntos Exteriores de la República Popular China. Tiene su sede en el distrito Chaoyang, Pekín. Wang Yi, es el actual ministro.